# Avec André Gide
Pour plus de détails, voir Fiche technique et Distribution.
Avec André Gide est un film documentaire français réalisé par Marc Allégret, sorti en 1952.
C'est un portrait intime d'André Gide, illustré d'archives personnelles de l'écrivain. Le film retrace aussi l'œuvre de Gide, ses rencontres (Jean-Paul Sartre, Antoine de Saint-Exupéry, etc.), la NRF...

## Fiche technique
- Titre français : Avec André Gide
- Réalisation : Marc Allégret
- Scénario : Dominique Drouin, Marc Allégret
- Photographie : André Dumaître, Pierre Petit
- Montage : Suzanne de Troeye
- Musique : Frédéric Chopin
- Production : Pierre Braunberger
- Société de production : Panthéon Productions
- Société de distribution : Mercure Distribution
- Pays de production :  France
- Langue originale : français
- Format : Noir et blanc — 16 mm — 1,37:1 —  son Mono
- Genre : film documentaire
- Durée : 89 minutes
- Dates de sortie : France - 22 février 1952[1]

## Distribution
- André Gide : lui-même
- Jean-Louis Barrault : lui-même
- Roger Vadim : lui-même
- Jean Desailly : narrateur
- Gérard Philipe : narrateur

## Autour du film
Dans le film La peau douce, de François Truffaut, le héros Pierre Lachenay, écrivain et spécialiste littéraire, présente le documentaire de Marc Allegret au cinéma de Reims. On aperçoit les premières images du film.